# Гросостгайм
Гросостгайм (нім. Großostheim) — громада в Німеччині, розташована в землі Баварія. Підпорядковується адміністративному округу Нижня Франконія. Входить до складу району Ашаффенбург.
Площа — 44,31 км2. Населення становить 16 340 ос. (станом на 31 грудня 2020).